# Руффо, Томмазо
Томмазо Руффо (итал. Tommaso Ruffo; 15 сентября 1663, Неаполь, Неаполитанское королевство — 16 февраля 1753, Рим, Папская область) — итальянский куриальный кардинал, папский дипломат и доктор обоих прав. Титулярный архиепископ Никеи с 7 апреля 1698 по 17 мая 1706. Апостольский нунций в Тоскане с 19 апреля 1698 по 23 марта 1700. Архиепископ Феррары с 10 мая 1717 по 26 апреля 1738. Вице-декан Священной Коллегии Кардиналов с 3 сентября 1738 по 29 августа 1740. Вице-канцлер Святой Римской Церкви с 29 августа 1740 по 16 февраля 1753. Секретарь Верховной Священной Конгрегации Римской и Вселенской Инквизиции с 29 августа 1740 по 16 февраля 1753. Декан Священной Коллегии Кардиналов и Префект Священной Конгрегации Церемониала с 29 августа 1740 по 16 февраля 1753. Кардинал-священник с 17 мая 1706, с титулом церкви Сан-Лоренцо-ин-Панисперна с 25 июня 1706 по 29 января 1709. Кардинал-священник с титулом церкви Санта-Мария-ин-Трастевере с 29 января 1709 по 1 июля 1726. Кардинал-епископ Палестрины с 1 июля 1726 по 3 сентября 1738. Кардинал-епископ Порто и Санта-Руфина с 3 сентября 1738 по 29 августа 1740. Кардинал-епископ Остии и Веллетри с 29 августа 1740 по 16 февраля 1753.

## Биография
Томмазо Руффо был сыном Карло Руффо, 3-го герцога Баньяры. Высшее образование получил в Римском университете Ла Сапиенца, где удостоился степени доктора канонического и гражданского права.
Внучатый дядя кардинала Фабрицио Диониджи Руффо.